# Museo de la Payesía
El Museo de la Payesía (en catalán, y oficialmente, Museu de la Pagesia) de Castellbisbal, en la comarca del Vallés Occidental, tiene por objeto conservar y difundir el patrimonio cultural local asociado al mundo agrícola. El fondo del Museo está formado por aperos del campo, utensilios domésticos, fotografías y recuerdos personales; todos estos materiales conforman una exposición permanente que quiere dar una visión panorámica de la tradición agrícola de la población, de las labores del campo y la estructura social del mundo rural. La exposición permanente se divide en tres ámbitos: las personas, la tierra y el transporte. Además, el Museo organiza exposiciones temporales, talleres y visitas guiadas.
El Museo reabrió sus puertas en agosto de 2006 tras un periodo de reformas para mejorar su accesibilidad e implantar un nuevo proyecto museográfico. Forma parte de la Red de Museos Locales de la Diputación de Barcelona.